# Венегас, Джохан
Джохан Альберто Венегас Ульоа (исп. Johan Alberto Venegas Ulloa; род. 27 ноября 1988, Лимон, Коста-Рика) — коста-риканский футболист, полузащитник клуба «Алахуэленсе» и сборной Коста-Рики.

## Биография

### Клубная карьера
Первым клубом Венегаса был «Сантос де Гуапилес». В 2012 году ему удалось перейти в более сильный «Пунтаренас». По итогам сезона хавбек забил 12 голов. В 2013 году с Венегасом подписал контракт один из самых титулованных клубов Коста-Рики — «Алахуэленсе». В первом же сезоне за новую команду полузащитник стал чемпионом страны.
3 августа 2015 года Венегас перешёл в клуб MLS «Монреаль Импакт». За канадский клуб дебютировал 5 августа 2015 года в матче против «Нью-Йорк Ред Буллз», заменив во втором тайме Андреса Ромеро. 19 сентября 2015 года в матче против «Нью-Инглэнд Революшн» забил свой первый гол за «Монреаль Импакт».
13 декабря 2016 года «Монреаль Импакт» обменял Венегаса новообразованной «Миннесоте Юнайтед» на Криса Дюваля. 3 марта 2017 года он вышел в стартовом составе в дебютном матче «Миннесоты Юнайтед» в MLS, в гостевом поединке первого тура сезона против «Портленд Тимберс». 1 апреля 2017 года в матче против «Реал Солт-Лейк» забил свой первый гол за «Миннесоту Юнайтед».
21 декабря 2017 года стало известно, что 2018 год Венегас проведёт на родине, в аренде в клубе «Саприсса». В составе «Саприссы» одержал победу в весеннем чемпионате 2018 года. В январе 2019 года Венегас подписал с «Саприссой» контракт на два года.
26 декабря 2020 года Венегас вернулся в «Алахуэленсе», подписав двухлетний контракт.

### Карьера в сборной
В сборную Коста-Рики Венегаса впервые пригласил Пауло Ванчопе для участия в Центральноамериканском кубке. В первых двух играх за «Тикос» Венегас забивал мячи в ворота сборных Никарагуа и Панамы. Участвовал в чемпионате мира 2018 в России. Был включён в состав сборной на Золотой кубок КОНКАКАФ 2021. Был включён в состав сборной на чемпионат мира 2022 в Катаре.

## Достижения
Командные
 Алахуэленсе
- Чемпион Коста-Рики: 2013 Инвьерно

 Саприсса
- Чемпион Коста-Рики: 2018 Клаусура, 2020 Клаусура
- Победитель Лиги КОНКАКАФ: 2019

 сборная Коста-Рики
- Обладатель Центральноамериканского кубка: 2014

Личные
- Лучший бомбардир чемпионата Коста-Рики: 2021 Клаусура (13 мячей)
- Лучший бомбардир Лиги КОНКАКАФ: 2019 (7 мячей), 2020 (6 мячей)
- Лучший игрок Лиги КОНКАКАФ: 2019
- Член символической сборной Лиги КОНКАКАФ: 2020